# Laguna (métro de Madrid)
Laguna est une station de la ligne 6 du métro de Madrid, en Espagne. Elle comprend également une gare des trains de banlieue du réseau Cercanías Madrid.

## Situation sur le réseau
La station de métro se situe entre Lucero et Carpetana. La station de trains de banlieue se situe sur la ligne à écartement ibérique de Móstoles à Parla, au point kilométrique 5,1.

## Histoire
La station Laguna est inaugurée le 1er juin 1983 par Enrique Barón, ministre des transports espagnol lors de l'ouverture d'une extension de la ligne 6 au-delà du parcours entre Cuatro Caminos et Oporto. Laguna est alors un terminus de la ligne et le reste jusqu'au 10 mai 1995, date à laquelle la ligne devient circulaire et Laguna reliée à Ciudad Universitaria par l'intermédiaire de six nouvelles stations,.
Le 19 janvier 1984 est inaugurée la gare du réseau Cercanías Madrid.
La station de métro est fermée à partir du 4 juillet 2015 en raison de travaux d'amélioration des installations qui se déroulent entre les stations Puerta del Ángel et Oporto. Prévus pour se terminer au milieu de mois de septembre, ces travaux s'achèvent dans les délais et le trafic est rétabli le 13 septembre 2015.

## Services aux voyageurs

### Intermodalité
La station est en correspondance avec les lignes d'autobus n°31, 55, 119 et N18 du réseau EMT.